# Warszawa Gdańska

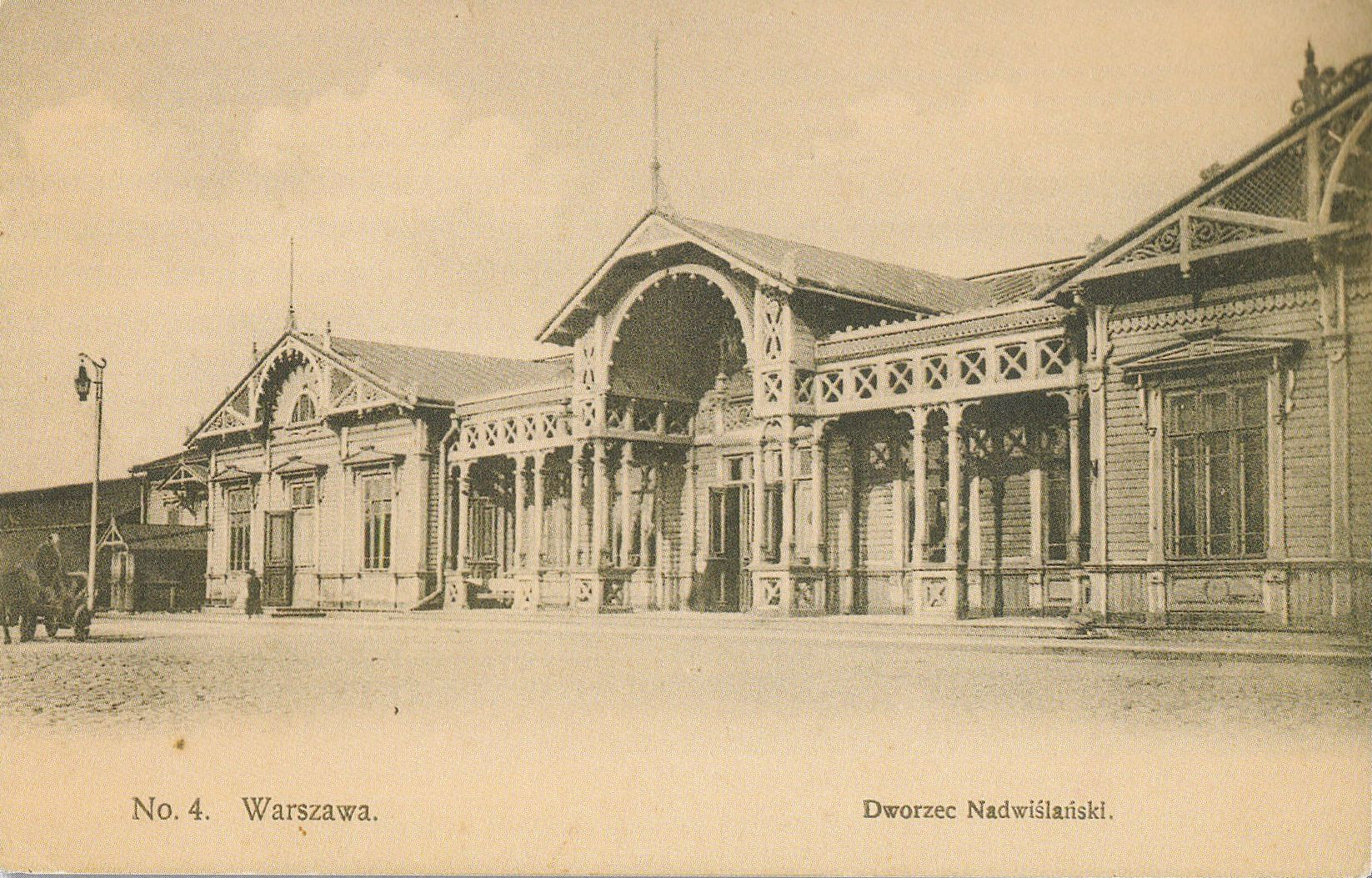
Dworzec Nadwiślański ok. 1908

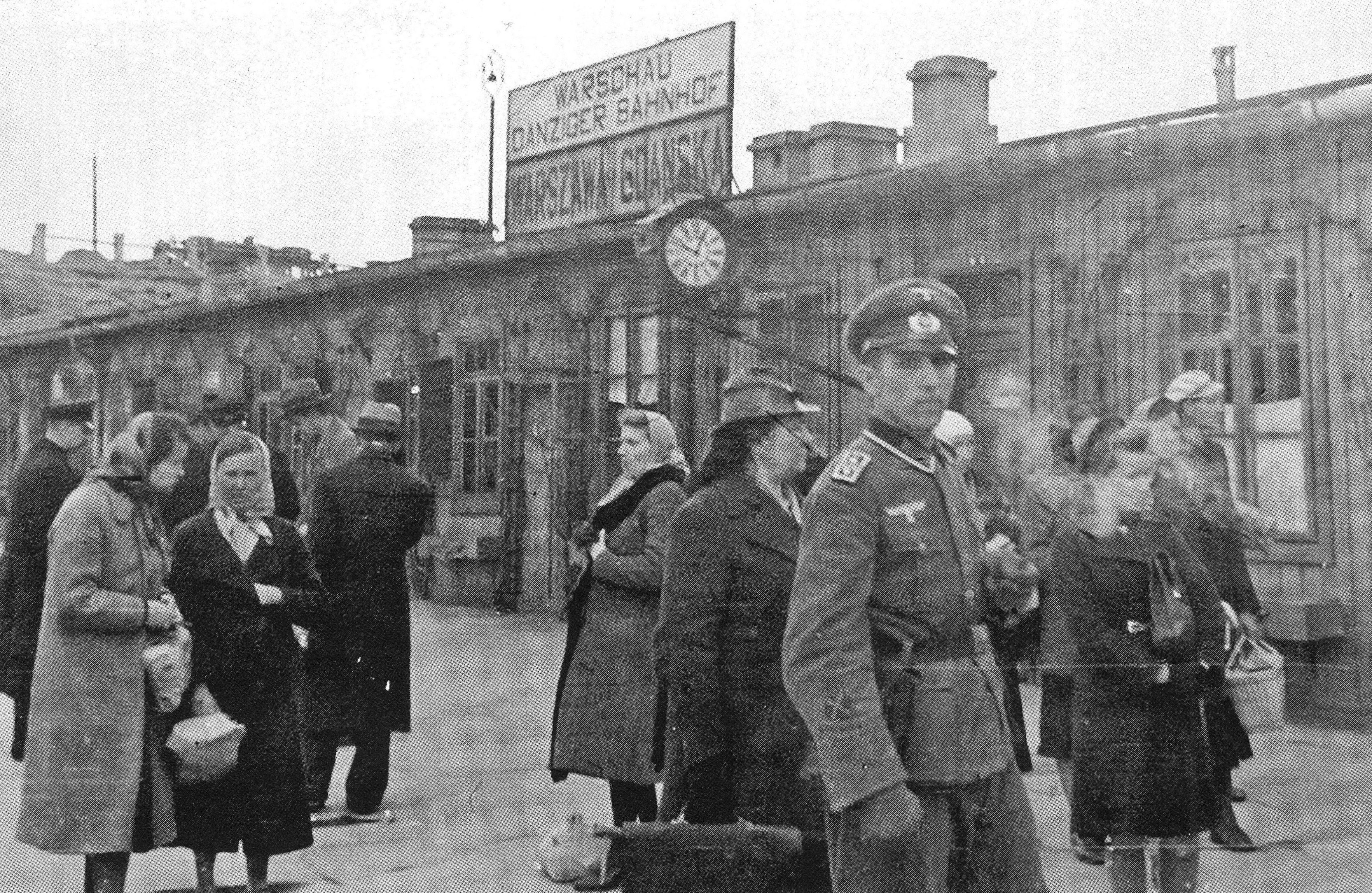
Budynek dworca (pawilon środkowy) w okresie okupacji niemieckiej

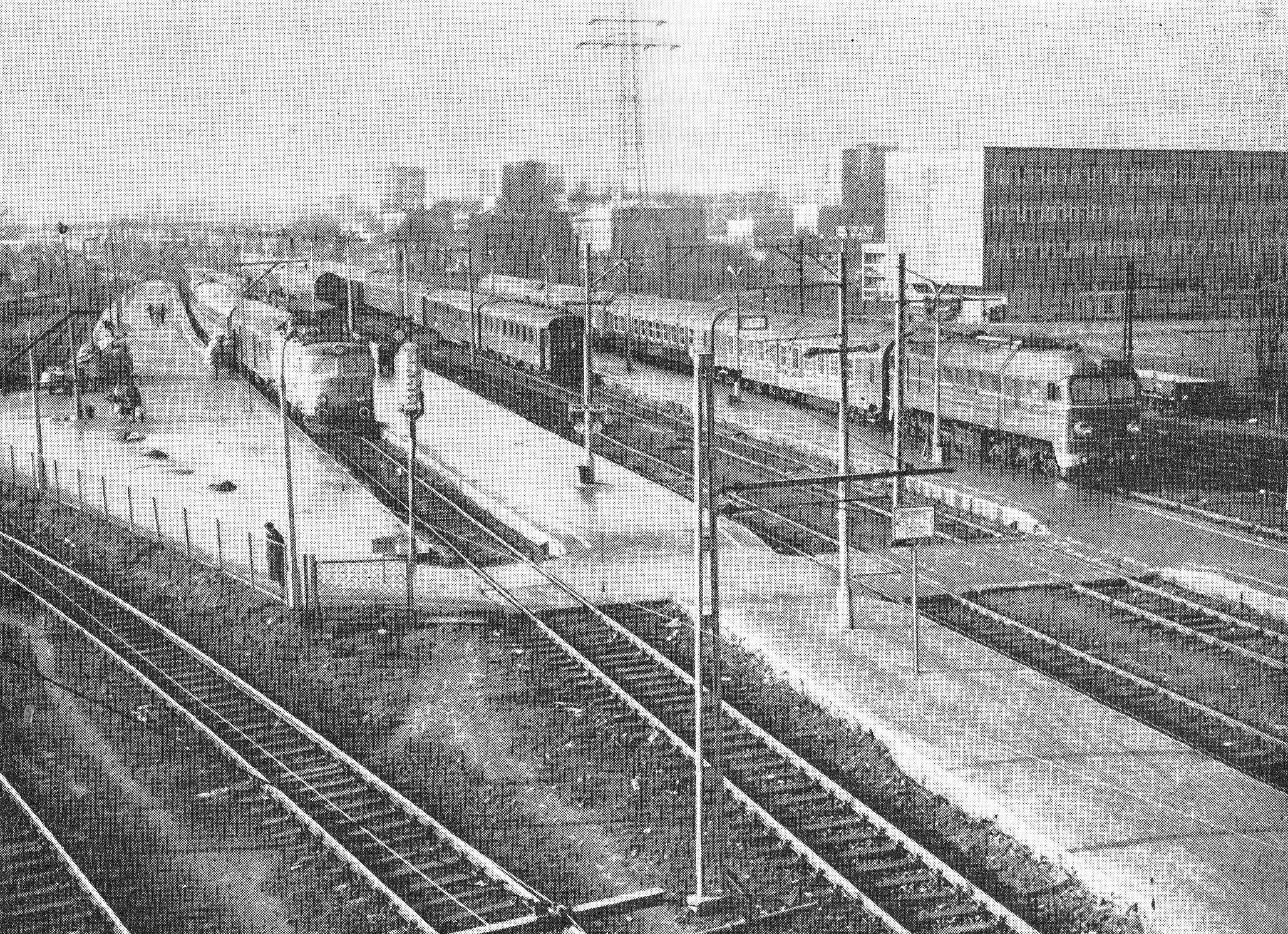
Perony dworca Warszawa Gdańska ok. 1977

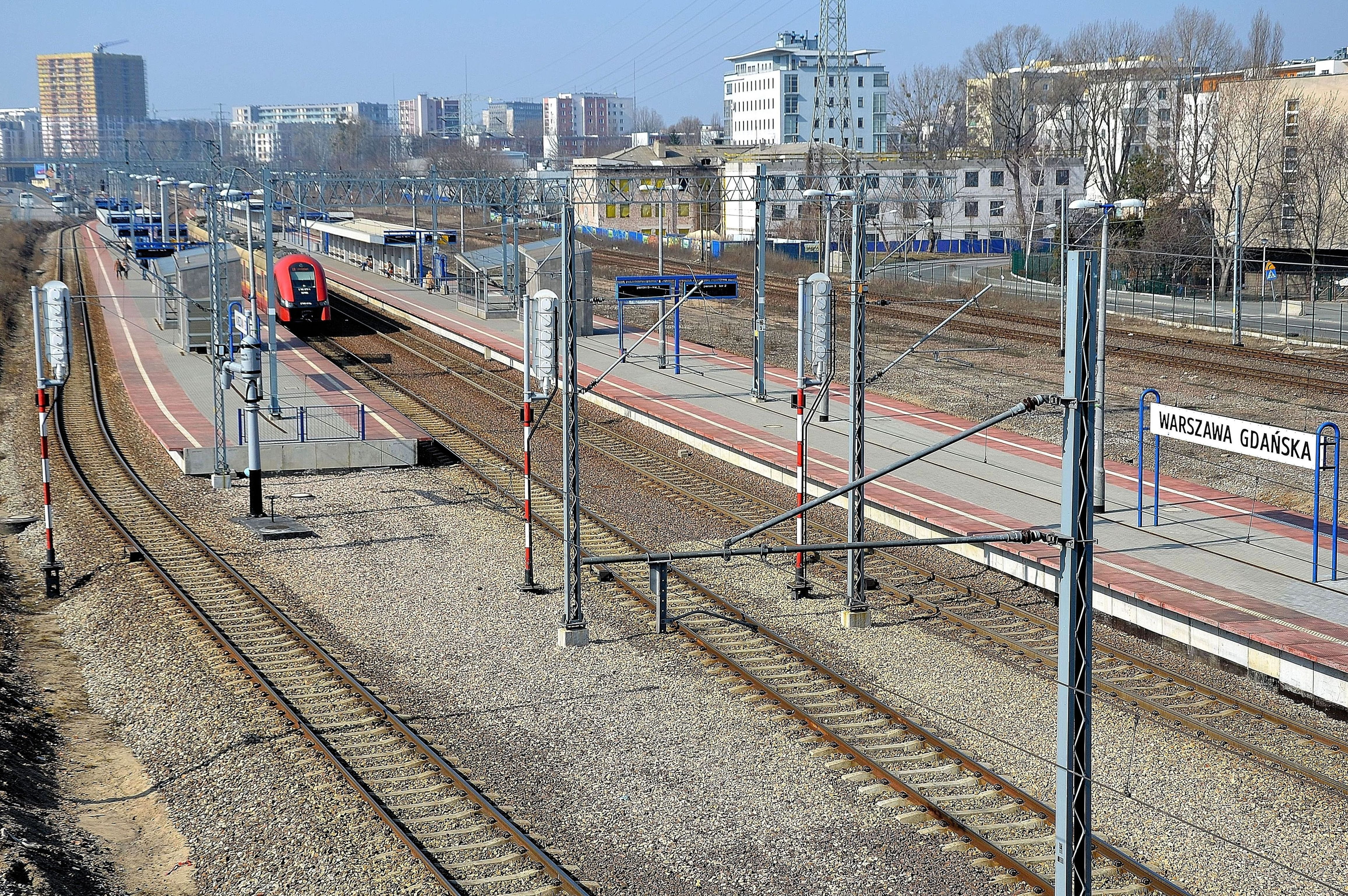
Perony dworca Warszawa Gdańska widziane z wiaduktu nad ul. gen. Władysława Andersa (2012)

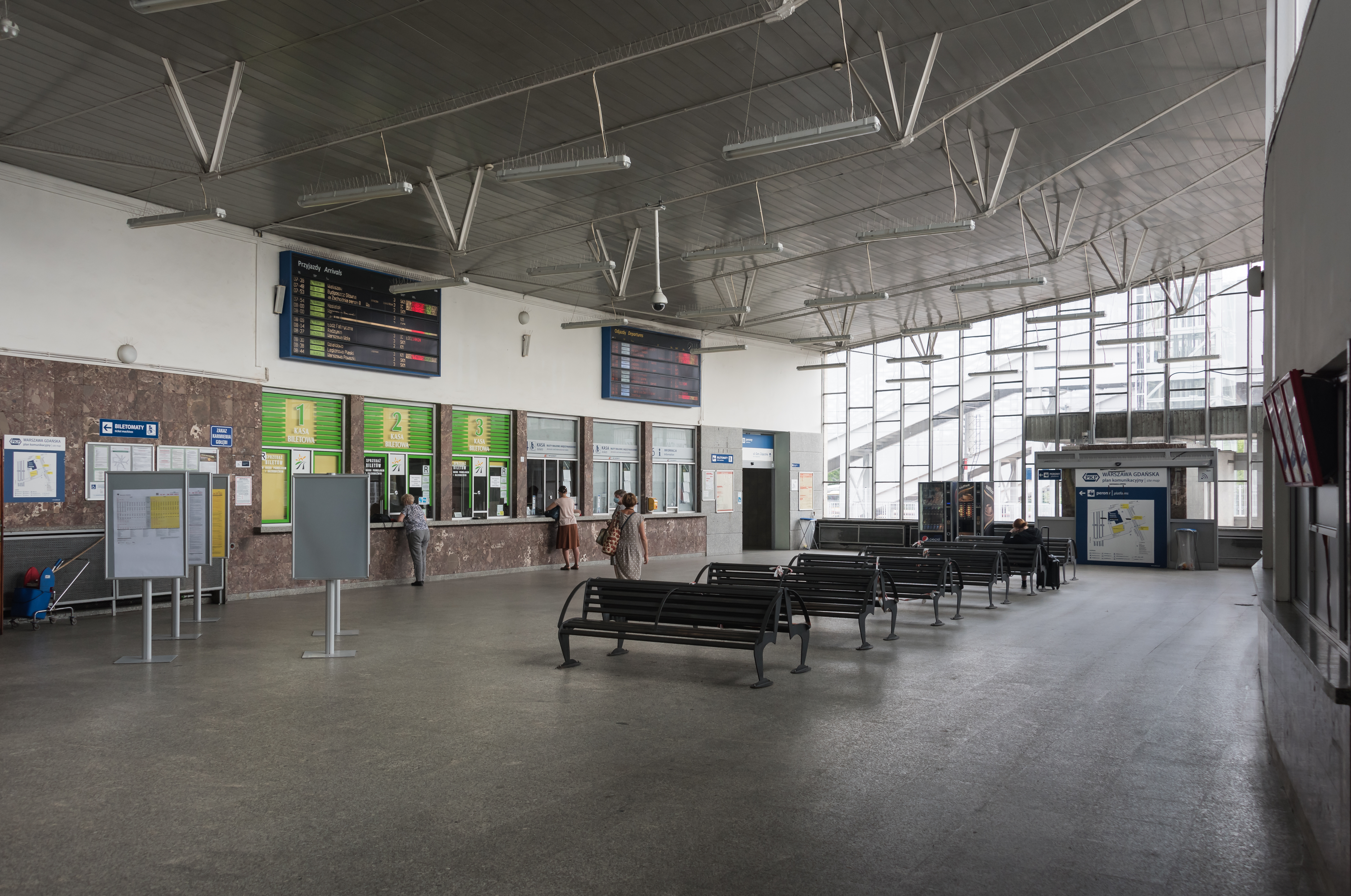
Hala dworca

Dworzec Gdański – węzeł przesiadkowy dla Żoliborza i północnego Śródmieścia

Warszawa Gdańska – stacja kolejowa znajdująca się przy ul. Słomińskiego 6 w Warszawie. Według klasyfikacji PKP ma kategorię dworca aglomeracyjnego.
Dworzec jest dobrze skomunikowany z innymi dzielnicami miasta – w pobliżu przebiegają linie autobusowe i tramwajowe oraz linia M1 warszawskiego metra (stacja Dworzec Gdański).

## Historia

### Lata 1878–1939
Pierwszy dworzec w tym miejscu został wybudowany w latach 1878–1880, w związku z budową Kolei Nadwiślańskiej. Parterowy budynek o konstrukcji drewnianej pierwotnie funkcjonował pod nazwą Dworzec Nadwiślański. Powstał w obrębie pierwszego pasa fortów Cytadeli Warszawskiej, gdzie istniał zakaz wznoszenia budynków murowanych. Na początku XX wieku zmienił nazwę na Dworzec Kowelski. Na zachód od budynku dworca znajdowały się bocznice z barakami, natomiast stacja towarowa powstała w pobliżu ul. Dzikiej.
Budynek dworca został spalony w 1915 podczas wycofywania się Rosjan z Warszawy.
Jeszcze w trakcie I wojny światowej na miejscu spalonego budynku dworca wzniesiono trzy drewniane baraki. Od tego czasu dworzec nosił nazwę Dworzec Gdański. Pawilon wschodni został rozebrany w trakcie budowy w latach 1936–1937 pobliskiego wiaduktu żoliborskiego.
W latach 1922–1924 ze stacji doprowadzono bocznicę kolejową do Elektrowni Warszawskiej.
Obok dworca osobowego od początku funkcjonowała rozrządowa stacja towarowa, obsługująca pobliskie tereny przemysłowo-składowe za pośrednictwem sieci bocznic. W 1929 ze stacji tej uruchomiono kolej młocińską do Łomianek (zlikwidowaną w 1943).
W latach 1932–1939 został wybudowany Dworzec Główny, który stał się najważniejszym dworcem stolicy. Mimo to jeszcze długo po II wojnie światowej obiekt pełnił funkcję dworca dalekobieżnego, będąc m.in. przystankiem dla pociągów tranzytowych między Związkiem Radzieckim a Zachodem – obsługiwał wówczas połączenia zagraniczne z Moskwą, Leningradem, Berlinem, Paryżem, Ostendą, Pragą i Wiedniem.

### II wojna światowa
Podczas obrony Warszawy we wrześniu 1939 w pobliżu dworca znajdowało się stanowisko ogniowe nowoczesnej ciężkiej baterii przeciwlotniczej 75 mm wz. 1937 „Starachowice”.
W okresie okupacji niemieckiej dworzec funkcjonował pod nazwą Warszawa Gdańska.
W czasie likwidacji getta warszawskiego w latach 1942−1943 z terenu stacji towarowej, z zachodniej bocznicy znajdującej się przy tzw. Umschlagplatzu, Niemcy wywozili Żydów do obozu zagłady w Treblince oraz obozów pracy w dystrykcie lubelskim.
Podczas powstania warszawskiego na terenach wokół dworca toczyły się ciężkie walki. Oddziały Obwodu Żoliborz usiłowały dwukrotnie (nocami 19/20 i 21/22 sierpnia 1944 roku) przebić się w kierunku Starówki, jednak nie udało im się to z powodu dużych strat – obrona niemiecka (wspomagana m.in. przez pociąg pancerny) okazała się zbyt silna.
Drewniane pawilony dworca zostały spalone przez Niemców pod koniec okupacji.

### Po 1945
Po zakończeniu wojny dworzec mieścił się w tymczasowym drewnianym baraku. W lipcu 1946 odbudowano znajdujący się obok dworca wiadukt łączący śródmieście z Żoliborzem. Nowy i – jak na owe czasy – nowoczesny budynek według projektu Stanisława Kallera powstał w latach 1958–1959, będąc pierwszym stałym budynkiem dworcowym w powojennej Warszawie. Dworzec został oddany do użytku 12 września 1959.
Po 1945 zlikwidowano stację towarową (w jej miejscu w latach 1974–1978 powstało osiedle mieszkaniowe Stawki).
W 1968, po wydarzeniach marcowych, do opuszczenia Polski zostało zmuszonych wielu polskich obywateli pochodzenia żydowskiego. Odjeżdżali oni głównie z Dworca Gdańskiego. W marcu 1998 na wschodniej ścianie budynku dworca odsłonięto tablicę upamiętniającą te wydarzenia ze słowami Henryka Grynberga: Tu więcej zostawili po sobie niż mieli, pod którą odbywają się uroczystości rocznicowe.
W 1975 wybudowano Warszawę Centralną, a Dworzec Gdański w coraz większym stopniu zyskiwał charakter podmiejski, obsługując zelektryfikowaną w 1972 linię do Nasielska i Tłuszcza przez Legionowo. W tym okresie na stacji zatrzymywały się średnio 52 pociągi osobowe na dobę. Obecnie ruch osobowy jest nieco mniejszy, a stacja towarowa całkowicie zaniechała działalności – większość bocznic i torów odstawczych zlikwidowano, a tereny po nich są stopniowo zabudowywane (powstało tam m.in. centrum handlowe Arkadia).
Budynek stacji uległ zniszczeniu wskutek pożaru w 1984 i został odbudowany po kilku latach z pewnymi zmianami (m.in. dodano jedną kondygnację). W połowie stycznia 1987 spłonęła duża część dachu. Straty PKP i Warsu wyniosły ok. 30 mln zł, a uratowano mienie wartości 100 mln zł. Pożar powstał w kiosku z pamiątkami, zauważony został przez pracownika Dworca. Akcję strażaków utrudniała niska temperatura (-25 °C).
Wraz z końcem lat 80., pogarszającym się stanem warszawskiego odcinka linii kolejowej nr 9 i ogólną niechęcią ludności do usług PKP ruch podmiejski na stacji malał. Brak nakładów inwestycyjnych powodował naturalną degradację stacji.

Pierwsze zmiany jakościowe nastąpiły w 2003. Na I linii metra warszawskiego otwarto stację Dworzec Gdański. W 2004 roku utworzono spółkę Koleje Mazowieckie, dla której Dworzec Gdański stał się jednym z głównych węzłów obsługi pasażerów.
Docelowo dworzec już w 2003 roku miał się stać pierwszym węzłem komunikacji zbiorowej w Warszawie, jednak nie doszło do budowy podziemnego łącznika stacji metra z peronami stacji PKP. Dworzec Gdański był dodatkowo jedynym dworcem w Warszawskim Węźle Kolejowym, który nie posiadł typowych, wysokich peronów, co utrudniało korzystanie z popularnych na tej trasie składów EN-57. Ogólna infrastruktura peronowa była nadal w bardzo złym stanie. Należy zaznaczyć, że sam budynek dworcowy w odróżnieniu od wielu innych obiektów tego typu w Polsce nie uległ znacznej degradacji.
W latach 2007–2010 przeprowadzona została modernizacja odcinka linii kolejowej nr 9 od przystanku Warszawa Zoo do stacji kolejowej Legionowo.
W marcu 2010 roku uruchomiono kursy linii S9, uzupełniającej rozkład pociągów Kolei Mazowieckich na trasie do Legionowa.
We wrześniu 2009 PKP Polskie Linie Kolejowe podpisały umowę ze Skanską na pierwszy etap modernizacji stacji Warszawa Gdańska, w ramach którego m.in. rozebrano 4 perony i wybudowano 2 nowe oraz wybudowano łącznik łączący stację kolejową ze stacją metra. Całość kontraktu opiewała na kwotę 129 milionów złotych, w kosztach remontu partycypowało również miasto. Remont zakończył się oddaniem tunelu podziemnego łączącego stację metra z dworcem i południowym Żoliborzem w lutym 2011. Wskutek podjętych działań powstał pierwszy w mieście węzeł przesiadkowy tego typu, łączący metro, tramwaje i linie autobusowe, czyli komunikację miejską z koleją aglomeracyjną i regionalną.
W czerwcu 2015 PKP PLK podpisały umowę z konsorcjum firm Trakcja PRKiI, ZUE oraz Comsa na drugi etap modernizacji, w ramach którego m.in. odbudowano jeszcze jeden peron. Prace przy budowie ruszyły w lipcu i trwały przez rok.
W październiku 2019 PKP PLK podpisały ze spółką Sarinż umowę na opracowanie i wykonanie rozbudowy stacji obejmującą budowę dwóch nowych kładek, ośmiu wind, trzech ciągów schodów ruchomych i ośmiu zwykłych. Kładki z urządzeniami towarzyszącymi zostały oddane do użytku we wrześniu 2021.
W grudniu 2023 roku od strony ul. ks. Romana Indrzejczyka oddano do użytku peron numer 5. Jednokrawędziowa 250-metrowa platforma ma być wykorzystywana do odprawiania dalekobieżnych pociągów z północnego toru stacji.

## Ruch pociągów
| Przewoźnik         | Linia    | Trasa |        |
| ------------------ | -------- | --- | ------ |
| Koleje Mazowieckie | R80/RE80 | Warszawa Gdańska/Warszawa Wschodnia -- Góra Kalwaria/Warka/Radom Główny/Skarżysko-Kamienna                                       | [ 20 ] |
| Koleje Mazowieckie | R90/RE90 | Warszawa Zachodnia (peron 9) – Warszawa Gdańska – Legionowo – Nowy Dwór Mazowiecki – Modlin – Nasielsk/Ciechanów/Mława/Działdowo | [ 21 ] |
| SKM Warszawa       | S4       | Zegrze Południowe – Warszawa Gdańska – Piaseczno                                                                                 | [ 22 ] |
| SKM Warszawa       | S40      | Piaseczno - Warszawa Zachodnia (peron 9) – Warszawa Gdańska –Wieliszew/Radzymin                                                  | [ 22 ] |

## Ruch pasażerski
| Rok  | Wymiana roczna | Wymiana pasażerska na dobę | miejsce w Polsce |
| ---- | -------------- | -------------------------- | ---------------- |
| 2017 | 1 900 000      | 5 200                      | 47               |
| 2018 | 1 930 000      | 5 300                      | 48               |
| 2019 | 1 930 000      | 5 300                      | 52               |
| 2020 | 1 500 000      | 4 100                      | 41               |
| 2021 | 2 190 000      | 6 000                      | 34               |
| 2022 |                | 8 000                      | 35               |

## W kulturze masowej
- Na dworcu Warszawa Gdańska dzieje się akcja m.in. w 8. odcinku („Wizyta starszej pani”) serialu „Wojna domowa”.
- O peronie tego dworca w marcu 1968 pisał i śpiewał Wojciech Młynarski w piosence Tak, jak malował pan Chagall. Melodię skomponował Leopold Kozłowski-Kleinman w oparciu o pieśń Mojsze Nadira o cadyku Elimelechu z Leżajska.
- Polski zespół rockowy T.Love posiada w swoim repertuarze utwór zatytułowany „Warszawa Gdańska”. Piosenka, wydana na albumie T.Love z 2016 roku.